# Nadezhda Dubovitskaya
 (novembre 2023).
Si vous disposez d'ouvrages ou d'articles de référence ou si vous connaissez des sites web de qualité traitant du thème abordé ici, merci de compléter l'article en donnant les références utiles à sa vérifiabilité et en les liant à la section « Notes et références ».
Nadezhda Dubovitskaya (en russe : Наде́жда Дубови́цкая ; née le 12 mars 1998) est une athlète kazakhe, spécialiste du saut en hauteur.

## Carrière
Dans la catégorie junior, son record personnel est à 1,80 m. À 19 ans, elle participe aux Championnats d'Asie 2017 et y termine sixième.
En 2018, elle remporte les médailles de bronze aux Championnats d'Asie en salle et aux Jeux asiatiques. En 2019, elle porte son record à 1,88 m pour devenir vice-championne d'Asie à Doha.
Le 8 juin 2021 à Almaty, elle bat le record d'Asie de sa compatriote Marina Aitova et devient la première femme asiatique à franchir la barre des 2,00 mètres. Elle réalise les minimas requis pour les Jeux olympiques de Tokyo.
Lors des Jeux olympiques de Tokyo, elle échoue à la 28e et avant-dernière place des qualifications avec 1,86 m.
Le 24 février 2022, aux championnats du Kazakhstan à Ust-Kamenogorsk, elle bat son record en salle en franchissant 1,96 m, la deuxième meilleure performance mondiale de l'hiver.
Le 19 mars 2022, elle décroche la médaille de bronze des championnats du monde en salle de Belgrade en franchissant toutes ses barres au premier essai, en égalant avec 1,98 m le record d'Asie en salle de sa compatriote Svetlana Zalevskaya datant de 1996. Devancée par l'Ukrainienne Yaroslava Mahuchikh (2,02 m) et l'Australienne Eleanor Patterson (2,00 m), elle devient la première kazakhe médaillée dans cette épreuve, la meilleure classée depuis Marina Aitova, 5e en 2008 à Valence, et remporte la première médaille pour le Kazakhstan depuis 2012.

## Palmarès
| Date | Compétition                    | Lieu        | Résultat | Marque |
| ---- | ------------------------------ | ----------- | -------- | ------ |
| 2017 | Championnats d'Asie            | Bhubaneswar | 6e       | 1,75 m |
| 2018 | Championnats d'Asie en salle   | Téhéran     | 3e       | 1,80 m |
| 2018 | Jeux asiatiques                | Jakarta     | 3e       | 1,84 m |
| 2019 | Championnats d'Asie            | Doha        | 2e       | 1,88 m |
| 2019 | Universiade                    | Naples      | 6e       | 1,80 m |
| 2022 | Championnats du monde en salle | Belgrade    | 3e       | 1,98 m |
| 2022 | Championnats du monde          | Eugene      | 8e       | 1,96 m |
| 2023 | Championnats d'Asie en salle   | Astana      | 1re      | 1,89 m |
| 2023 | Championnats du monde          | Budapest    | 9e       | 1,90 m |
| 2023 | Jeux asiatiques                | Hangzhou    | 3e       | 1,86 m |
| 2024 | Championnats du monde en salle | Glasgow     | 8e       | 1,88 m |

## Records
| Épreuve         | Épreuve   | Marque      | Lieu     | Date         |
| --------------- | --------- | ----------- | -------- | ------------ |
| Saut en hauteur | Plein air | 2,00 m (AR) | Almaty   | 8 juin 2021  |
| Saut en hauteur | En salle  | 1,98 m (AR) | Belgrade | 19 mars 2022 |